# Campo Lugar
Campo Lugar es un municipio español, perteneciente a la provincia de Cáceres en la comunidad autónoma de Extremadura. Se sitúa al Sureste de la provincia, limitando con la provincia de Badajoz. Se encuentra entre Miajadas y Alcollarín por la EX-102, estando Campo Lugar sobre el trazado de la carretera secundaria EX-354.
El municipio tiene algo más de 1000 habitantes, de los cuales unos 450 viven en el poblado de colonización de Pizarro y más de 500 en la capital del municipio, el pueblo de Campo Lugar. Campo Lugar se fundó en la Edad Media y Pizarro en el siglo XX.

## Límites del término municipal
Campo Lugar limita con:
- Miajadas al suroeste;
- Escurial al oeste;
- Abertura al noroeste;
- Alcollarín al noreste;
- Madrigalejo al sureste;
- Villar de Rena al sur.

## Historia
Campo Lugar es un pueblo de origen medieval. Los historiadores comienzan a hablar de una población formada en pleno medievo, en el año en que fue reconquistada la vecina Trujillo, en 1232.
Su nombre se ha visto alterado en varias ocasiones. En el siglo XIII, y con motivo del reparto de territorios que trajo consigo la reconquista, se denominó "El Campo de Alcántara" haciendo honor a la Orden a la que correspondía este pedazo de tierra. 
En 1594 formaba parte de la Tierra de Trujillo en la Provincia de Trujillo.
A la caída del Antiguo Régimen la localidad se constituye en municipio constitucional en la región de Extremadura. Desde 1834 quedó integrado en partido judicial de Logrosán, que en el censo de 1842 contaba con 100 hogares y 584 vecinos.
Bajo el nombre de "El Campo de Alcántara" hasta la primera mitad del siglo XX momento en el que, tras haber pasado a ser una villa con señor propio, se llamará "El Campo". Pero es este un nombre ambiguo que creaba más de una confusión, máxime tras el desarrollo de las comunicaciones postales, de ahí que se añadiera (Lugar) a modo de aclaración a cada una de las cartas enviadas a la localidad. Así quedó fijado su nombre para siempre como hoy día lo conocemos, Campo Lugar.

## Patrimonio
Iglesia parroquial católica de Nuestra Señora de los Ángeles, en la archidiócesis de Mérida-Badajoz, diócesis de Plasencia, arciprestazgo de Miajadas. Es una sencilla construcción de nave central con capillas laterales y cubierta con bóveda falsa. A los pies de la iglesia se alza un sencillo coro.
En el exterior la torre está exenta, aunque unida al templo por medio de un arco. La iglesia, aunque ha tenido muchas reformas, puede datar de los años finales del siglo XV.
En el altar mayor existe un retablo barroco de columnas salomónicas con racimos, presentando en su centro tallas de la Asunción, con dos pinturas laterales de San Juan Bautista y San Blas.

## Cultura

### Heráldica
El escudo de Campo Lugar fue aprobado mediante la "Orden de 8 de julio de 1987, de la Consejería de la Presidencia y Trabajo, por la que se aprueba el Escudo Heráldico del Municipio de Campo Lugar (Cáceres)", publicada en el Diario Oficial de Extremadura el 14 de julio de 1987, luego de haber aprobado el expediente el pleno del ayuntamiento el 20 de marzo de 1987 y haber emitido informe la Real Academia de la Historia el 19 de junio de 1987. El escudo se define oficialmente así:

Cortado. Primero, de plata, la cruz de Alcántara de sinople. Segundo, de sinople, dos espigas enlazadas, de oro, acompañadas de una mazorca del mismo metal puestas en pal. Al timbre, Corona Real cerrada.

### Fiestas locales
En Campo Lugar se celebran las siguientes fiestas locales:
- Nuestra Señora de los Ángeles, del 31 de julio al 5 de agosto;
- Carnavales con vaca embolada simulada;
- Fiestas del Patrón;
- Candelas.

## Demografía
Campo Lugar cuenta con una población de 804 habitantes (INE 2024).
| Gráfica de evolución demográfica de Campo Lugar entre 1842 y 2021 |
| |
| Población de derecho según los censos de población del INE Población de hecho según los censos de población del INEEn este censo se denominaba Lugar Campo: 1842. En este censo se denominaba Campo: 1857. En estos censos se denominaba El Campo: 1860, 1877, 1887, 1897, 1900, 1910, 1930, 1940 y 1950. En este censo se denominaba Campo de Alcántara: 1920. |